# Slowakische Badminton-Mannschaftsmeisterschaft 1994
Die Slowakische Badminton-Mannschaftsmeisterschaft 1994 war die erste Auflage der Teamtitelkämpfe in der Slowakei. Meister wurde Slávia TU Košice.

## Endstand
| Platz | Team               | Spiele | G U V  | Spielpunkte | Punkte |
| ----- | ------------------ | ------ | ------ | ----------- | ------ |
| 1.    | Slávia TU Košice   | 12     | 11 0 1 | 78:18       | 22     |
| 2.    | CEVA Trenčín       | 12     | 6 4 2  | 57:39       | 16     |
| 3.    | Spoje Bratislava A | 12     | 6 3 3  | 58:38       | 15     |
| 4.    | Lokomotíva Trenčín | 12     | 3 2 7  | 33:63       | 8      |
| 5.    | Slávia VŠDS Žilina | 12     | 8 2 2  | 68:28       | 18     |
| 6.    | Slávia Trnava      | 12     | 4 2 6  | 44:52       | 10     |
| 7.    | Spoje Bratislava B | 12     | 2 1 9  | 29:67       | 5      |
| 8.    | TESLA Nové Zámky   | 12     | 0 2 10 | 17:79       | 2      |